# Johann Jakob Lauffer
Johann Jakob Lauffer (* 25. Juli 1688 in Bleienbach; † 23. Februar 1734 in Bern) war ein Schweizer reformierter Theologe und Historiker. Er verfasste eine Chronik Berns.

## Leben und Werk
Johann Jakob Lauffer entstammte einem altbürgerlichen Geschlecht der damals zum Kanton Bern gehörigen Stadt Zofingen im Aargau. Seine Eltern hiessen Hans Antoni Lauffer und Maria Dür. Er wurde bis zum 15. Lebensjahr an der Lateinschule Zofingens ausgebildet sowie anschliessend als Student der Theologie von 1703 bis 1712 an der Akademie in Bern. Dann unternahm er zur Vollendung seiner Studien eine zweijährige wissenschaftliche Reise durch Deutschland, die Niederlande und Frankreich und besuchte die Universitäten zu Halle und Utrecht. In Halle hörte er Vorlesungen von August Hermann Francke, Nicolaus Hieronymus Gundling und Christian Thomasius und erwarb sich durch eine öffentliche Disputation die Anerkennung des Letztgenannten.
Lauffer nahm seine schriftstellerische Tätigkeit mit einer philosophisch-theologischen Abhandlung über die Torheit der Gottesleugnung auf, welches Werk unter dem Titel Atheus Amens 1714 in Amsterdam herauskam. Nach seiner Heimkehr wurde er 1717 Prediger und verfasste bei dieser Gelegenheit eine Dissertatio de hostium spoliis Deo sacratis et sacrandis (Bern 1717). Im folgenden Jahr zum Professor der Geschichte und Eloquenz an der Berner Akademie ernannt, schrieb er eine Praelectio litteraria, quis sit vere litteratus (Bern 1718). Er weckte durch seine Vorlesungen bei seinen Studenten, zu denen auch Albrecht von Haller gehörte, Interesse für die heimatliche Geschichte.
Mit dem Schweizer evangelischen Theologen und Historiker Johann Georg Altmann gründete Lauffer eine literarische Gesellschaft, der 1722/1723 die Publizierung des Bernischen Freytags-Blättleins oblag, zu dem er ohne Nennung seines Namens Beiträge verfasste. Ferner schrieb er unter dem Pseudonym Kneller Beiträge in Johann Jakob Bodmers Discourse der Mahlern (4 Teile, Zürich 1721–1723). Ausserdem war er der Autor folgender Schriften:
- Contra librorum malorum abundantiam eorumque auctores. Bern 1722.
- An et quibus litteris homo politicus sit imbuendus. Bern 1722.
- De recta liberorum educatione. Bern 1723.
- De dictatoribus Romanis. Bern 1726.
- Solennitätsreden, gehalten 1725–1727. Bern 1728.

Bedeutender als die bisher genannten Schriften war Lauffers seit 1724 im Auftrag des Berner Rats unternommene Fortsetzung der von seinem Vorgänger Michael Stettler bis zum Jahr 1630 geführten amtlichen Chronik Berns. Er begann die Darstellung nicht mit dem Endpunkt der Chronik Stettlers, sondern mit der Antike, konnte sie aber nur bis 1657 fortführen, da er zu diesem Zeitpunkt, im Februar 1734, durch einen Sturz von einer Treppe den Tod fand. Er hatte ein Alter von 45 Jahren erreicht.
Im Auftrag von Lauffers Witwe sorgte sein Freund Johann Georg Altmann für die Veröffentlichung der unvollendeten Berner Chronik, die als Genaue und umständliche Beschreibung helvetischer Geschichte (18 Bde., Zürich 1736–1738) nebst vier Bänden Historische und Critische Beyträge zu der Historie der Eidsgenossen, bestehend in Zeugnissen, Urkunden und Untersuchungen … zu dem Werk Jacob Lauffers (ebd. 1739) gedruckt wurde. Altmann fügte dem Hauptwerk noch ein ausführliches Register bei (1739) und eignete es im Namen der Witwe der Berner Regierung zu, welche die für ihre Mitglieder bestimmten Exemplare nach dem laufenden Preis ankaufte, der Witwe ein Geschenk von 1800 Talern bewilligte und das handschriftliche Original in der öffentlichen Bibliothek von Bern aufbewahren liess.
Da Lauffer nicht so sehr Quellenstudium betrieb, sondern seinen Stoff vor allem aus zweiter Hand schöpfte, etwa aus Gewährsmännern wie Stettler, Franz Guillimann und anderen Historikern, hat seine in schwülstigem Stil verfasste Chronik erst für den Zeitraum nach 1630 eigenständigen geschichtlichen Wert. So liefert sie wichtige Details über den Schweizer Bauernkrieg und eine ungeschönte Darstellung der am 24. Januar 1656 ausgetragenen Ersten Schlacht von Villmergen.